# Enas Mostafa
Enas Mostafa Youssef Ahmed, née le 1er janvier 1989 à Alexandrie, est une lutteuse égyptienne.

## Carrière
Médaillée de bronze dans la catégorie des moins de 72 kg aux Championnats d'Afrique 2009 à Casablanca, Enas Mostafa remporte la médaille d'argent dans la catégorie des moins de 67 kg aux Championnats d'Afrique 2010 au Caire. Elle est médaillée de bronze dans la catégorie des moins de 63 kg aux Championnats d'Afrique 2011 à Dakar et aux Championnats d'Afrique 2012 à Marrakech puis médaillée d'or des moins de 67 kg aux Championnats d'Afrique 2013 à N'Djaména.
Elle concourt ensuite dans la catégorie des moins de 69 kg. Elle est médaillée d'or dans cette catégorie aux Championnats d'Afrique 2014 à Tunis, aux Jeux africains de 2015 à Brazzaville et aux Championnats d'Afrique 2015 à Alexandrie. Aux Jeux olympiques de 2016, elle est éliminée en demi-finales par la Russe Natalia Vorobieva et perd le match pour la médaille de bronze face à la Kazakhe Elmira Syzdykova.